# Ptolemeu IX Làtir
Ptolemeu IX Làtir, o Ptolemeu IX Soter II o Ptolemeu IX Filomètor II o Ptolemeu IX Filadelf II (en grec antic Πτολεμαῖος Σωτήρ) circa 142 aC-80 aC, de la Dinastia ptolemaica, fou rei d'Egipte i de Xipre. A les monedes i inscripcions porta els títols de Soter i Filomètor però mai el de Làtir (Λάθυρος "Lathyros", que vol dir cigró).
Era el fill gran de Ptolemeu VIII Evergetes II i de Cleòpatra III. Quan va morir el seu pare era jove però ja en edat de governar, però el difunt havia deixat el regne a la seva dona i neboda Cleòpatra III. Aquesta, tot i això, va voler associar al tron al seu fill segon Ptolemeu X Alexandre I. La popularitat de Làtir entre els alexandrins la va obligar a fer marxa enrere i va enviar a Alexandre a Xipre i va proclamar rei associat a Làtir el 5 d'abril del 115 aC, mentre Alexandre era nomenat rei vassall de Xipre (114 aC).
Així Cleòpatra III i Làtir van governar durant uns anys conjuntament (amb la dona i germana de Làtir, Cleòpatra IV com associada per un temps) fins que van esclatar dissensions greus. Cleòpatra III li va exigir la repudiació de la seva dona-germana Cleòpatra IV i es va casar llavors amb l'altra germana, Selene (Cleòpatra V), però no és clar si també va ser associada al tron, encara que el costum era aquest. El 110 aC Cleòpatra va apartar a Làtir del poder (abans del 21 d'octubre del 110 aC) i aquest va passar a Cirene com a rei. Cleòpatra va fer tornar al seu fill Alexandre de Xipre i el va associar al poder, però Làtir va poder tornar abans del 2 de febrer del 109 aC.
Finalment Cleòpatra el va acusar de conspirar contra la seva vida i va instigar una revolta a Alexandria que va obligar a Làtir a fugir entre el 10 de març i el 28 de maig del 108 aC, i Ptolemeu Alexandre va ser associat al tron per la seva mare Cleòpatra III l'any 107 aC. Làtir es va retirar a Cirene, d'on va sortir el 105 aC amb una petita força i es va presentar a Xipre on, absent Alexandre, va dominar fàcilment la situació i es va fer reconèixer rei, sense possibilitat de reacció militar per part de Cleòpatra III i d'Alexandre. Làtir va cedir Cirene a son germà (germanastre) Ptolemeu Apió.
Els jueus es van apoderar de Samaria el 109 aC i d'Iturea el 104 aC; el 103 aC van atacar Ptolemais, que al no rebre ajut de cap dels dos reis selèucides va demanar auxili a Làtir que va desembarcar a Sucamina amb un exèrcit el mateix any 103 aC per lluitar contra els jueus però no va poder desembarcar a la mateixa Ptolemais per la vigilància i amenaces del rei egipci Ptolemeu Alexandre, encara que va poder ocupar Gaza, Estratonice i Dora els tirans de les quals van acollir a Làtir.
Alexandre Janeu rei de Judea va proposar a Ptolemeu X Alexandre I un pla per desfer-se de Làtir: els jueus expulsarien l'exèrcit xipriota i a canvi Egipte els permetria conquerir Xipre. Ptolemeu X va acceptar, però Làtir se'n va assabentar i va passar a l'ofensiva i en un ràpid avanç va arribar a Galilea i un dissabte va ocupar la vila d'Asòquia on va fer deu mil presoners, i seguidament va intentar un cop de mà contra Sèforis, al nord-oest del mont Tabor, que va fracassar, però es va recuperar i va vèncer decisivament als jueus a la Batalla d'Asofon, a la riba del Jordà. Els xipriotes van assetjar Ptolemais que van ocupar. Judea va ser saquejada de manera intensa (103 aC). Ptolemeu X Alexandre, davant el perill de què Làtir avancés cap a Egipte per recuperar el tron làgida, va decidir enviar un exèrcit.
El 102 aC els egipcis van auxiliar a Alexandre amb una flota i un exèrcit i finalment van ocupar Ptolemaida i van amenaçar Gaza. Ptolemeu Làtir, en inferioritat material i numèrica, es va veure obligat a retornar a Xipre l'any 101 aC.
Làtir es va aliar a Antíoc IX de Cízic en la seva guerra contra els jueus, mentre la seva mare Cleòpatra III s'hi oposava i fins tenia tot dos oficials jueus al front de l'exèrcit. Cleòpatra III va morir el 101 aC i llavors el govern el va exercir Ptolemeu Alexandre que va seguir la mateixa política materna de suport a Antíoc VIII Grif. Làtir va donar després suport a Demetri III Eucàros (o Filopàtor) (95 aC-87 aC)
El 88 aC, enderrocat Alexandre per una revolta, va haver de fugir, i Làtir va tornar a Egipte cridat pels revoltats. Ptolemeu Alexandre va aprofitar per envair l'illa de Xipre però va ser derrotat a una batalla naval per Kherees i va morir en aquest combat.
La Tebaida es va revoltar el 88 aC però el 87 aC Ptolemeu Làtir va ocupar la capital, Tebes, i l'any 86 aC va aconseguir dominar el territori que va quedar assolat.
Durant la Primera guerra mitridàtica els romans van demanar la seva assistència però Làtir va voler conservar la neutralitat i encara que va rebre a Luci Licini Lucul·le amb honors li va refusar l'ajut.
Va deixar una filla anomenada Berenice III Cleòpatra i dos fills il·legítims anomenats Ptolemeu un dels quals després es va anomenar Ptolemeu XII Auletes i l'altre va ser rei de Xipre amb el dom de Ptolemeu de Xipre.